# Csillagász
A csillagász a csillagászattal foglalkozó szakember. A csillagászok kutatásaik alkalmával a Naprendszerről, a bolygókról, a csillagokról és a galaxisokról nyernek új információkat a matematika és a fizika alapelveinek alkalmazása és a fejlett technológia segítségével. Feladataik közé tartozik az elméleti, tudományos modellek alkotása és elemzése. A világegyetem működését vizsgálják, a csillagközi anyagokat a pulzárok tulajdonságait, de kutatásaik a tengeri navigációt is elősegítik.
A csillagászok egy része amatőrcsillagász, ami azt jelenti, hogy vagy nincs hivatalos csillagász képesítésük vagy csak hobbiszinten foglalkoznak a tudománnyal és nem hivatásszerűen. Ez a tevékenység azonban éppen olyan lényeges, mint a „szak”csillagászoké. Magyarországon az amatőrcsillagászat sokat köszönhet Kulin Györgynek, aki 1946-ban megalakította a Magyar Csillagászati Egyesületet.